# Teemu Salo
Teemu Matti Tapani Salo (Hyvinkää, 11 de febrero de 1974) es un deportista finlandés que compitió en curling. Participó en los Juegos Olímpicos de Turín 2006, obteniendo una medalla de plata en la prueba masculina.

## Palmarés internacional
| Juegos Olímpicos | Juegos Olímpicos | Juegos Olímpicos | Juegos Olímpicos |
| Año              | Lugar            | Medalla          | Prueba           |
| ---------------- | ---------------- | ---------------- | ---------------- |
| 2006             | Turín (Italia)   | Medalla de plata | Equipo           |